# Kosovo KS14
KS14 är den 14:e svenska kontingenten i Kosovo; en fredsbevarande enhet som Sverige skickade till Kosovo. KS14 bestod av strax under 450 män och kvinnor. Den största delen av personalen var grupperad vid Camp Victoria i Hajvalia utanför Pristina. Under denna period grupperade även ett svenskt helikopterförband med Hkp 9 på amerikanska Camp Bondsteel.

## Förbandsdelar
- Kontingentschef: Övlt Karl-Johan Nyberg
- B-Coy (mekaniserat skyttekompani): Chef Fredriksson
- SWE Log-Coy: Chef R. Trupp